# 롱쯔엉티엔뜨
롱쯔엉티엔뜨(베트남어: Long Chương Thiên Tự / 龍章天嗣 용장천사 / 1066년 1월 ~ 1068년 2월)은 베트남 리 왕조(李朝) 성종(聖宗) 리녓똔(李日尊)의 세번째 연호이다. 《월사략》(越史略)에서는 롱쯔엉티엔뜨(베트남어: Long Chương Thiên Tự / 龍彰天嗣 용창천사)로 기록되어 있다.

## 개원
- 쯔엉타인자카인(彰聖嘉慶) 8년 1월 25일[1](1066년 2월 22일)에 연호를 롱쯔엉티엔뜨(龍彰天嗣)로 개원함.[2][3][4][5]

- 롱쯔엉티엔뜨(龍彰天嗣) 3년(1068년) 2월에 연호를 티엔후옹바오뜨엉(天貺寶象)으로 개원함.[2][3][6]

## 서력 연대표
| 롱쯔엉티엔뜨 | 원년       | 2년        | 3년        |
| 서기(西紀)   | 1066년     | 1067년     | 1068년     |
| 간지(干支)   | 병오(丙午) | 정미(丁未) | 무신(戊申) |

## 동시대 연호

### 중국
북송(北宋)
- 치평(治平) (1064년 ~ 1067년)
- 희녕(熙寧) (1068년 ~ 1077년)

요(遼)
- 함옹(咸雍) (1065년 ~ 1074년)

대리국(大理國)
- 정덕(正德) (1062년 ~ 1073년)

서하(西夏)
- 공화(拱化) (1063년 ~ 1067년)
- 건도(乾道) (1068년 ~ 1069년)

### 일본
- 지랴쿠(治暦) (1065년 ~ 1069년)